# M-25.3
Die M-25.3 ist eine kosovarische Nationalstraße von Shtime über Ferizaj und Gjilan zur serbischen Grenze beim Grenzübergang Dheu i Bardhë. Geplant ist, die Autostrada R 7.1 parallel zur M-25.3 von Pristina bis zum Dorf Dheu i Bardhë über Gjilan zu führen.